# ポルトガル系アフリカ人
ポルトガル系アフリカ人(ポルトガル語: Luso-africanos)とは、アフリカで生まれたか、アフリカに恒久的に居住しているポルトガル人のことである（アフリカ系ポルトガル人と混同してはならない）。ポルトガル系アフリカ人が最も多く居住する国は南アフリカであり（約100万人を数える）、ナミビアとポルトガル語圏アフリカ諸国（アンゴラ、カーボ・ヴェルデ、ギニア＝ビサウ、モザンビーク、サン＝トメ・イ・プリンシペ）にも重要なマイノリティとして居住している。
ギニア＝ビサウは1974年に独立し、残りのポルトガル植民地も1975年に独立した。このため、多くのポルトガル系居住者はポルトガルに帰国し、そこで彼等はretornadosと呼ばれた。一部はアンゴラやモザンビークから南アフリカ、マラウイ、ナミビア、ジンバブエ、ブラジル、アメリカ合衆国に向かった。
ポルトガル語諸国共同体が1996年に創設されると、一部のポルトガル人と多くのポルトガル系ブラジル人が経済的、教育的な目的でポルトガル語圏アフリカ諸国に向かった。彼等の一部はその地を永住の地と認めた。
多くのポルトガル系アフリカ人はポルトガル系南アフリカ人であり、主にポルトガルのマデイラ諸島からの直接移民に起源を持つ。

## 著名な人物
- マルコ・アブレウ - アンゴラのサッカー選手
- ジョゼ・エドゥアルド・アグアルーザ - アンゴラの作家
- ジョゼ・クラヴェイリーニャ - モザンビークの作家
- ミア・コウト - モザンビークの作家
- フランシスコ・サントス - アンゴラのアスリート
- ノエーミア・デ・ソウザ - モザンビークの詩人
- ディマス・テイシェイラ - ポルトガルのサッカー選手
- ネイマ - モザンビークの歌手
- パウロ・フィゲイレード - アンゴラのサッカー選手
- ウェイン・フェレイラ - 南アフリカのテニス選手
- フェルナンド・ペイロテオ - ポルトガルのサッカー選手
- ペペテラ - アンゴラの作家。カモンイス賞受賞者
- マリーザ - モザンビークのファドの歌手
- ジョアン・リカルド - アンゴラのサッカー選手
- ジョゼ・ルアンディーノ・ヴィエイラ - アンゴラの作家

## 脚註
1. ↑  en:Portuguese_people